# Parlamentswahl in Finnland 1945
- SKDL: 49
- SDP: 50
- ED: 9
- Sonst.: 1
- RKP: 14
- ML: 49
- KOK: 28

Die Parlamentswahl in Finnland 1945 fand am 17. und 18. März 1945 statt. Es war die Wahl zum 18. finnischen Parlament.
Die Volksdemokratische Union (SKDL), eine von der Kommunistischen Partei aufgestellte Wahlorganisation, wurde bei ihrer ersten Wahlteilnahme zweitstärkste Kraft hinter den Sozialdemokraten. Nach Parteiübertritten im Herbst 1946 stellte sie sogar die größte Fraktion im Parlament. Zudem wurde mit Mauno Pekkala ein Mitglied der Volksdemokraten, wenn auch ein nicht-kommunistischer, Ministerpräsident, nach dem der bisherige parteilose Ministerpräsident Juho Kusti Paasikivi im März 1946 zum Staatspräsidenten gewählt wurde.

## Ausgangslage
Seit dem 1. Dezember 1939, einen Tag nach dem Ausbruch des Winterkrieges zwischen der Sowjetunion und Finnland, waren so genannte „Friedensregierungen“ im Amt, die fast von allen Parteien des Parlaments unterstützt wurden. Dabei hatte es sieben Kabinette unter sechs verschiedenen Ministerpräsidenten gegeben. Seit dem 17. November 1944 stand der parteilose Juho Kusti Paasikivi einer aus Sozialdemokraten, Landbund, Schwedischer Volkspartei, Fortschrittspartei und Volksdemokraten gebildeten Regierung vor. Zuvor war die Nationale Sammlungspartei nach dem Ende des Fortsetzungskrieges aus der Koalition ausgetreten. Im Frühjahr 1945 gab es noch im Zuge des Lapplandkrieges im Norden Finnlands Kämpfe zwischen deutschen Wehrmachtstruppen und den aufgrund des am 19. September 1944 unterzeichneten Waffenstillstands von Moskau nun zusammen kämpfenden Truppen Finnlands und der Sowjetunion.
Infolge dieses Waffenstillstandabkommens kam es am 23. September 1944 zum Verbot der nationalistischen Vaterländischen Volksbewegung, die 1939 noch 6,7 % der Stimmen auf sich vereinigen konnte. Erstmals in der Geschichte Finnlands durfte nun die offizielle kommunistische Partei bei der Wahl antreten. Die SKP, die zuvor legalisiert worden war, trat zusammen mit der vom ehemaligen Mitglied der Sozialdemokratischen Partei Mauno Pekkala geführten „Partei der Arbeit“ sowie der Gruppierung „Vaapa Sana“ in der Demokratischen Union des Finnischen Volkes (SKDL) bei der Wahl an. Bereits im letzten Kabinett Paasikivis war ein ehemaliger SDP-Minister zur SKDL übergetreten.
Das Wahlalter wurde auf 21 Jahre gesenkt. Um auch Flüchtlingen aus Lappland die Teilnahme an der Wahl zu ermöglichen, war auch in Schweden die Stimmabgabe möglich.

## Teilnehmende Parteien
Es traten 9 verschiedene Parteien zur Wahl an.
Folgende Parteien waren bereits im Parlament vertreten:
| Partei | Partei | Ausrichtung        | Spitzenkandidat     |
| ------ | --- | ------------------ | ------------------- |
|        | Sozialdemokratische Partei Finnlands Suomen Sosialidemokraattinen Puolue (SDP) Finlands Socialdemokratiska Parti | sozialdemokratisch | Onni Hiltunen       |
|        | Landbund Maalaisliitto (ML) Agrarförbundet                                                                       | sozialliberal      | Viljami Kalliokoski |
|        | Nationale Sammlungspartei Kansallinen Kokoomus (KOK) Samlingspartiet                                             | konservativ        | K. F. Lehtonen      |
|        | Schwedische Volkspartei Ruotsalainen Kansanpuolue (RKP) Svenska Folkpartiet (SFP)                                | liberal            | Ralf Törngren       |
|        | Nationale Fortschrittspartei Kansallinen Edistyspuolue (ED) Framstegspartiet                                     | liberal            | Kalle Kauppi        |
|        | Kleinbauernpartei Pienviljelijäin puolue                                                                         | linkspopulistisch  |                     |

## Wahlergebnis
Die Wahlbeteiligung lag bei 74,9 Prozent und damit 8,3 Prozentpunkte über der Wahlbeteiligung bei der letzten Parlamentswahl 1939.
Die SKDL wurde auf Anhieb zweitstärkste Kraft. Sie gewann mit 49 Sitzen genau so viele Sitze wie der Landbund und nur einen Sitz weniger als die Sozialdemokraten, die durch die erste Teilnahme der SKDL erhebliche Stimmverluste einstecken mussten.
| Partei            | Partei                                           | Stimmen   | Stimmen | Stimmen | Sitze  | Sitze |
| Partei            | Partei                                           | Anzahl    | %       | +/−     | Anzahl | +/−   |
| ----------------- | ------------------------------------------------ | --------- | ------- | ------- | ------ | ----- |
|                   | Sozialdemokratische Partei Finnlands (SDP)       | 425.948   | 25,08   | −14,69  | 50     | −35   |
|                   | Demokratische Union des Finnischen Volkes (SKDL) | 398.618   | 23,47   | +23,47  | 49     | +49   |
|                   | Landbund (ML)                                    | 362.662   | 21,35   | −1,51   | 49     | −7    |
|                   | Nationale Sammlungspartei (KOK)                  | 255.394   | 15,04   | +1,46   | 28     | +3    |
|                   | Schwedische Volkspartei (RKP)                    | 134.106   | 7,90    | −1,71   | 14     | −4    |
|                   | Nationale Fortschrittspartei (ED)                | 87.868    | 5,17    | +0,36   | 9      | +3    |
|                   | Kleinbauernpartei                                | 20.061    | 1,18    | −0,96   | —      | −2    |
|                   | Schwedische Linke (RV)                           | 8.192     | 0,48    | +0,02   | 1      | +1    |
|                   | Radikale Volkspartei (RadKP)                     | 1.623     | 0,10    | +0,10   | —      | —     |
|                   | Sonstige                                         | 3.904     | 0,23    | +0,11   | —      | —     |
| Gesamt            | Gesamt                                           | 1.698.376 | 100,00  |         | 200    |       |
| Gültige Stimmen   | Gültige Stimmen                                  | 1.698.376 | 99,31   |         |        |       |
| Ungültige Stimmen | Ungültige Stimmen                                | 11.875    | 0,69    |         |        |       |
| Wahlbeteiligung   | Wahlbeteiligung                                  | 1.710.251 | 74,87   |         |        |       |
| Wahlberechtigte   | Wahlberechtigte                                  | 2.284.249 | 100,00  |         |        |       |
| Quelle:           |                                                  |           |         |         |        |       |

## Nach der Wahl
Die Wahl bildete einen großen Einschnitt in der finnischen Geschichte. So wird oftmals im Jahr 1945 der Beginn der „Zweiten Republik“ gesehen, auch wenn es keine Revolution oder große Verfassungsänderung gab. Juho Kusti Paasikivi konnte die Regierung aus Sozialdemokraten, Volksdemokraten, Landbund, Fortschrittspartei und Schwedischer Volkspartei weiterführen. Die fünf Parteien nahmen im Parlament 171 Sitze der insgesamt 200 Sitze ein. Am 9. März 1946 wurde Paasikivi ausnahmsweise vom Parlament zum Präsidenten gewählt. Neuer Ministerpräsident wurde Mauno Pekkala von der SKDL. Die Fortschrittspartei trat aus dem Kabinett aus. Im Herbst 1946 traten mit Sylvi-Kyllikki Kilpi und Atos Wirtanen zwei SDP-Mitglieder zur SKDL über. Dies hatte zur Folge, dass die SKDL stärkste Kraft im Parlament wurde. Finnland wurde bis zu den nächsten Wahlen im Juli 1948 nun von einer stark links geprägten Regierung geführt.
Übersicht der Kabinette:
1. Kabinett Paasikivi III – Juho Kusti Paasikivi (parteilos) – Regierung: Sozialdemokraten, Volksdemokraten, Landbund, Finnlandschweden, Fortschrittspartei (17. April 1945 bis 26. März 1946)
2. Kabinett Pekkala – Mauno Pekkala (Volksdemokraten) – Regierung: Sozialdemokraten, Volksdemokraten, Landbund, Finnlandschweden (26. März 1946 bis 29. Juli 1948)